# Smalltown Boy
Smalltown Boy – singel brytyjskiego zespołu Bronski Beat, wydany w czerwcu 1984 roku nakładem wytwórni fonograficznej London Records. Singel został wydany w celach promujących album The Age of Consent.
Utwór ten, poruszający temat homoseksualizmu i opowiadający o trudach życia w nietolerancyjnym społeczeństwie, stał się dużym hitem i w Wielkiej Brytanii dotarł do miejsca 3. Singel był popularny również poza rodzinnym krajem muzyków osiągając 1 miejsce w Holandii i Belgii oraz docierając do top 10 w Australii, Kanadzie, Francji i Szwajcarii.

## Teledysk
Oficjalny teledysk został nakręcony oraz wydany pod koniec 1984 roku. W teledysku główną rolę zagrał Jimmy Somerville przedstawiony jako chłopiec, który doświadczył problemów opisanych w tekście piosenki. Widzimy go podczas jazdy pociągiem, gdy wspomina wydarzenia z dzieciństwa, które spowodowały, że musiał opuścić dom.

## Lista utworów i formaty singla
- 7" single BITE 1

1. "Smalltown Boy" – 3:58
2. "Memories" – 2:55

- 7" single 820 091-7

1. "Smalltown Boy" – 3:58
2. "Memories" – 3:00

- 12" single BITEX 1 / 820 996-1 / 9-29 017 / LDSPX 215

1. "Smalltown Boy" – 9:00
2. "Infatuation/Memories" – 7:38

- 12" single MCA-23521

1. "Smalltown Boy" – 9:00
2. "Infatuation/Memories" – 7:42

## Notowania i certyfikaty
| Lista (1984-85)                             | Najwyższa pozycja |
| ------------------------------------------- | ----------------- |
| Australia (Kent Music Report)               | 8                 |
| Belgia (VRT Top 30 Flandria)                | 1                 |
| Belgia (Ultratop 50 Walonia)                | 1                 |
| Kanada (RPM)                                | 9                 |
| Europa (European Hot 100 Singles)           | 18                |
| Francja (SNEP)                              | 8                 |
| Holandia (MegaCharts)                       | 1                 |
| Irlandia (IRMA)                             | 4                 |
| Niemcy (Media Control Charts)               | 3                 |
| Nowa Zelandia (Recorded Music NZ)           | 5                 |
| Szwajcaria (Schweizer Hitparade)            | 2                 |
| Włochy (FIMI)                               | 2                 |
| Wielka Brytania (UK Albums Chart)           | 3                 |
| Stany Zjednoczone (Billboard Hot 100)       | 48                |
| Stany Zjednoczone (Hot Dance Club Songs)    | 1                 |
| Stany Zjednoczone (Hot Dance Singles Sales) | 4                 |
| Lista (1991)                                | Najwyższa pozycja |
| Holandia (MegaCharts)                       | 72                |
| Irlandia (IRMA)                             | 16                |
| Niemcy (Media Control Charts)               | 28                |
| Wielka Brytania (UK Albums Chart)           | 32                |
| Lista (1994)                                | Najwyższa pozycja |
| Włochy (FIMI)                               | 23                |
| Lista (2013)                                | Najwyższa pozycja |
| Wielka Brytania (UK Albums Chart)           | 95                |

| Lista (1991)                     | Najwyższa pozycja |
| -------------------------------- | ----------------- |
| Australia (Kent Music Report)    | 59                |
| Belgia (VRT Top 30 Flandria)     | 12                |
| Francja (SNEP)                   | 41                |
| Holandia (MegaCharts)            | 15                |
| Szwajcaria (Schweizer Hitparade) | 13                |
| Włochy (FIMI)                    | 7                 |

| Kraj                  | Certyfikat | Sprzedaż |
| --------------------- | ---------- | -------- |
| Francja               |            | 375,000+ |
| Kanada (Music Canada) | Złoto      | 50 000+  |
| Wielka Brytania (BPI) | Złoto      | 500 000+ |

## Covery
- 1997ː wersja eurohouse nagrana przez Legato.
- 2002ː utwór pojawił się na albumie Symbol of Life grupy Paradise Lost.
- 2002–2003ː cover zespołu Indochineː wykonywany podczas trasy koncertowej Paradize.
- 2006: linię melodyczną ze Smalltown Boy wykorzystano w utworze Tell Me Why szwedzkiej grupy Supermode.
- 2010ː irlandzka piosenkarka Sharon Corr nagrała nową wersję wspólnie z RTÉ Concert Orchestra.
- 2013ː holenderski zespół Delain wydał własną wersję na albumie Interlude.
- 2013ː austriacki zespół AOR Cornerstone nagrał własną wersję na cele charytatywne. Singel uplasował się na 50 miejscu Ö3 Austria Top 40.
- 2013ː cover pojawił się na albumie The Arsonist niemieckiego zespół Deadlock.
- 2015ː belgijska piosenkarka Kate Ryan wydała utwór "Runaway (Smalltown Boy)", który zawiera sample z tego utworu. Jest to pierwszy singel Kate po podpisaniu kontraktu z wytwórnią Mostiko Records[30].
- 2015ː Brandon Flowers wokalista zespołu The Killers wykorzystał sample w utworze "I Can Change" z albumu The Desired Effect.